# Moralische Wochenschrift
Moralische Wochenschriften sind ein Typ von Zeitschriften, der in der ersten Hälfte des 18. Jahrhunderts in Umlauf war, den Zeitschriftenmarkt damals beherrschte und wesentlich zur Verbreitung der Ideen der Aufklärung beigetragen hat.

## Anliegen und Inhalte
Die moralischen Wochenschriften sollten neben der Information und Belehrung des Publikums zusätzlich auch zur Meinungsbildung und Verbreitung aufklärerischer Wertvorstellungen beitragen. Die Herausgeber suchten, das Publikum anstelle der unreflektierten Übernahme von Gedankengut tradierter Autoritäten, zu rational begründeten Urteilen zu bewegen. So wurden die moralischen Wochenschriften ein wichtiges Sprachrohr aufklärerischer Bemühungen und erhöhten die moralische Urteilsfähigkeit der Leserschaft. 
In ihnen wurde propagiert, dass es nicht nur wichtig sei, ein guter Christ zu sein, sondern sich auch in der Gesellschaft zu engagieren. Die Zeitschriften waren für eine breite und bürgerliche Leserschicht (Gelehrte, Theologen, Ärzte, Kaufleute, Wissenschaftler, Juristen und so weiter), sowie für Frauen konzipiert. Neben der Information und Erziehung sollten sie auch der Unterhaltung dienen.
Unter Moral wurde Tugendhaftigkeit, Ethik, Sinn und Sittsamkeit (Sittenlehre) verstanden. 
Themen waren neben der Politik die Familie, Erziehung zur Sittlichkeit, Toleranz, Tugendhaftigkeit und zur Moral, das Zusammenleben in der Gesellschaft und am Hof und die Kritik an diesem. Der Hof und der Adel wurden verspottet, aber eine neue Staatsform oder Gesellschaftsform wurde nicht propagiert. Der Mensch sollte vernunftgeleitet handeln: Tugend und Vernunft hatten den höchsten Stellenwert, dagegen wurde irrationaler Aberglaube der Verachtung preisgegeben.
Die moralischen Wochenschriften richteten sich an ein gebildetes bürgerliches Publikum. Inhaltlich ging es in den Schriften oft auch um eine Kritik an Kultur und Lebensstil der Aristokratie: Typische Angriffsobjekte der meist satirisch vorgetragenen Kritik waren etwa der konservative Schulmeister, der lebensfremde Gelehrte oder der dünkelhafte Adlige. 
Aufklärerische Anschauungen wurden in einer Vielzahl unterschiedlicher Textformen präsentiert, unter anderem fingierte Gespräche, Briefe, Fabeln, Lieder und Geschichten. Oft bedienten sich die Herausgeber fiktiver Verfasserfiguren, denen die Meinungsäußerungen und Erfahrungsberichte in den Mund gelegt wurden: So plauderten in Die vernünftigen Tadlerinnen die bürgerlichen Damen Phyllis, Calliste und Iris als angebliche Verfasserinnen in der Ich-Form; in Der Biedermann stellte der angebliche Verfasser Ernst Wahrlieb Biedermann moralische Betrachtungen an. Die Titel der Publikationen waren meist sehr ausgefallen und originell („Der Greis“, „Der Trotzkopf“, „Der Zerstreuer“, „Der Vernünfftler“). Die Titel wiesen ebenfalls fälschlicherweise auf schreibende Individuen hin. 
Die Leser wurden zum Teil zur Einsendung eigener Beiträge und Leserbriefe ermutigt. Daraus entstand eine neue literarische Öffentlichkeit, in der die Bürger sich über moralische und weltanschauliche Fragen äußern konnten. In nicht unerheblichem Maß wurden aber auch fiktive Leserbriefe veröffentlicht, in denen die vorgeblichen Leser ihre Begeisterung über die Wochenschriften artikulierten, vor allem aber betonten, die aufklärerischen Inhalte tatsächlich nur auf allgemeine Lebensfragen – nicht aber auf aktuelle politische oder religiöse Fragen zu beziehen. Der Sinn dieser Beschränkungformeln dürfte, neben der Eigenwerbung, maßgeblich im vorbeugenden Schutz vor Zensurmaßnahmen bestanden haben. Trotzdem gab es tatsächlich enge Leserbindungen an das jeweilige Blatt und damit feste Leserkreise.
Die Wochenschriften erschienen zumeist einmal wöchentlich, einige Titel auch zweimal in der Woche oder nur alle 14 Tage. Da sie – wie erwähnt – nie hochaktuelle Themen oder Ereignisse behandelten, sondern grundsätzliche politische und religiöse Themen, konnten sie ohne weiteres später wieder aufgelegt werden.

## Entstehungsgeschichte

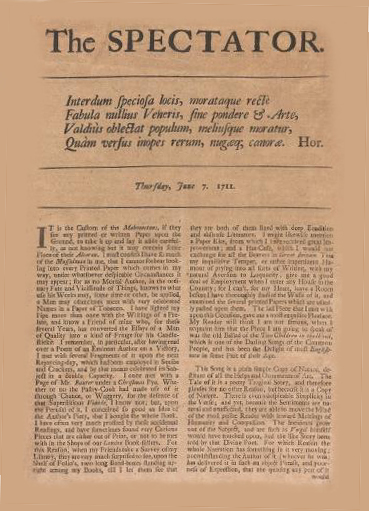
The Spectator, Titelseite von 1711

Die in Deutschland erschienenen moralischen Wochenschriften entstanden Anfang des 18. Jahrhunderts in Anlehnung an Vorbilder aus England, die von Joseph Addison, der Verfasser, und Richard Steele, der Herausgeber, herausgegebenen moral weeklies: 
- The Tatler (1708–1711)
- The Spectator (1711–1712, 1714)
- The Guardian (1712–1713)

Auch in Frankreich gab es einen Vorreiter dieser neuen Gattung, „Mercure Galant“. Zunächst wurden diese Originale als Übersetzungen und Nachahmungen in Deutschland herausgegeben: Hier ist vor allem die frühe Wochenschrift Der Vernünftler. Teutscher Auszug aus den Engelländischen Moral-Schriften Des Tatler Und Spectator zu nennen, die von Johann Mattheson herausgegeben wurde und 1713 bis 1714 erschien.
Neben englischen Vorbildern gab es aber auch in Deutschland frühe Ansätze von kritischen Wochen- und Monatsschriften, die sich an ein bürgerliches Publikum wandten. 
Dazu zählen vor allem die von Christian Thomasius in Leipzig herausgegebenen Monats-Gespräche (erschienen 1688 bis 1690), mit denen erfolgreich die deutsche Sprache als Mediensprache etabliert wurde und in denen ein unterhaltsamer, ironischer bis satirischer Sprachstil gepflegt wurde, der im Gegensatz zu den bis dahin vorherrschenden gelehrten Abhandlungen der Barockzeit stand. Ein weiterer Vertreter der neuen frühaufklärerischen Literaturtradition waren die von Johann Frisch herausgebrachten Erbauliche Ruhstunden, die bereits seit 1676 wöchentlich in Hamburg erschienen. Es waren Zeitschriften von belehrendem und zugleich unterhaltendem Charakter. 
Die deutschen Moralischen Wochenschriften können daher als eine Synthese aus den englischen moral weeklies und neuen Tendenzen im deutschsprachigen Journalismus angesehen werden.
Viele deutsche Gelehrte und Literaten waren Autoren von Moralischen Wochenschriften, darunter Gotthold Ephraim Lessing und Friedrich Gottlieb Klopstock.
In Deutschland gab es wohl über 500 Moralische Wochenschriften, in England, dem Ursprungsland, circa 200. Jedoch existierten viele von ihnen nur einige Monate oder ein Jahr. Zentren in Deutschland waren Hamburg und Leipzig.
Aus dem Vorbild der Moralischen Wochenschriften entstanden die ersten Frauenzeitschriften, wie zum Beispiel „Die vernünftigen Tadlerinnen“ (1725–1726), herausgegeben von Johann Christoph Gottsched, sie wurden später noch mehrmals aufgelegt.

## Bedeutende deutschsprachige Zeitschriftentitel

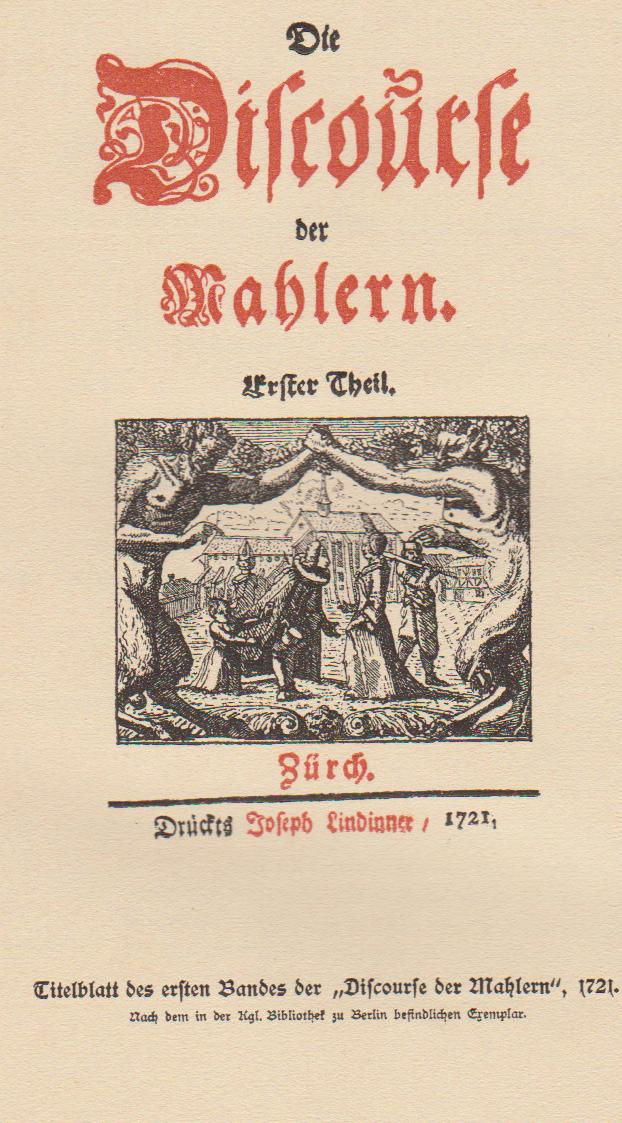
Die Discourse der Mahlern, Titelseite der Buchausgabe von 1721

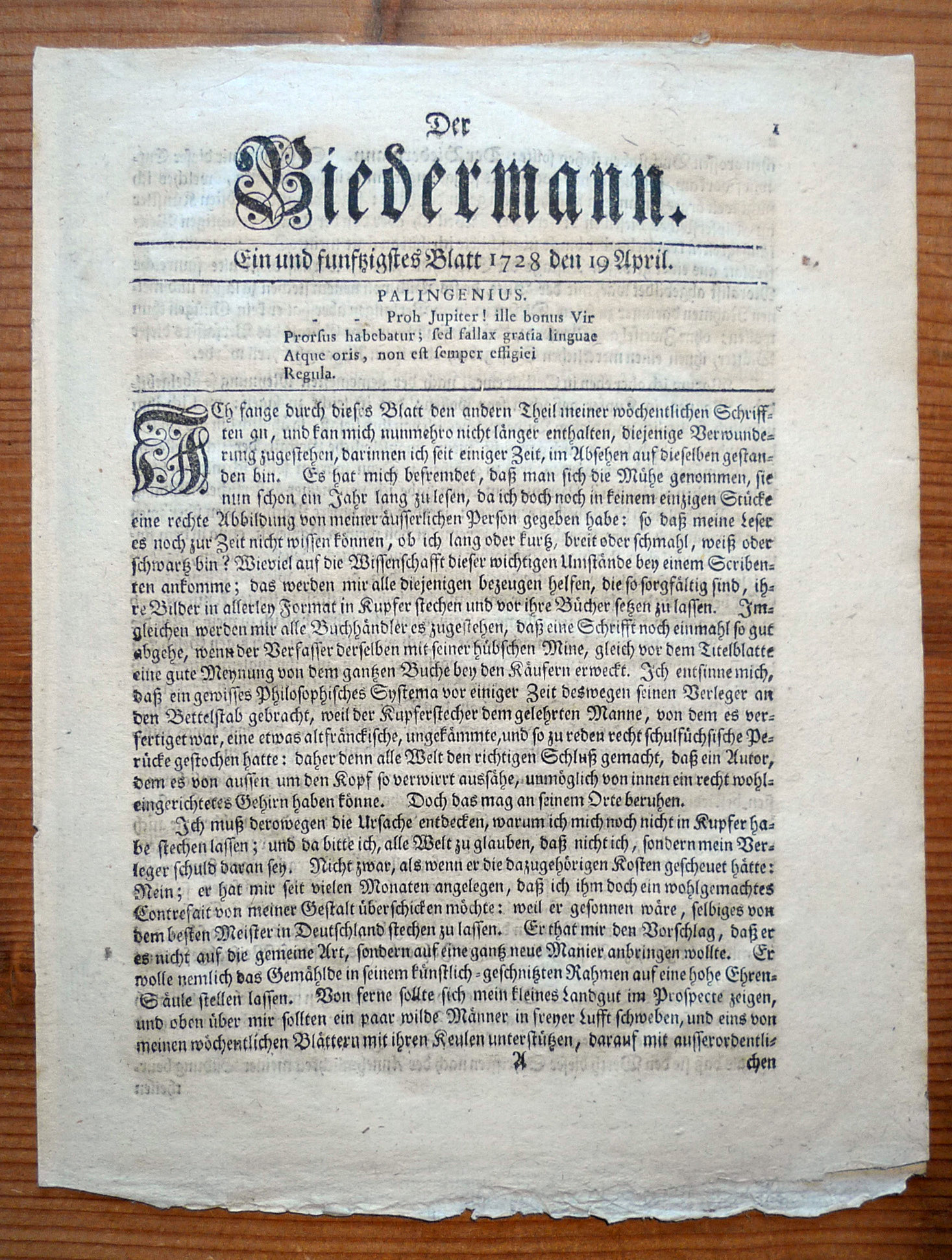
Der Biedermann, Titelseite vom 19. April 1728

- Discourse der Mahlern, herausgegeben von Johann Jakob Bodmer und Johann Jakob Breitinger in der Schweiz (1721 bis 1723); Folgeblatt: Maler der Sitten (1746).
- Der Patriot (erscheint 1724 bis 1726 in Hamburg) markiert den Durchbruch der moralischen Wochenschriften in Deutschland.
- Gespräche in dem Reiche derer Todten, herausgegeben von David Faßmann (1718 bis 1739), bis zu Auflagen von 3.000 Exemplaren, Nachdrucke sogar bis zu 15.000 Exemplaren.
- Die Abbildungen der Begebenheiten und Personen wodurch der Zustand jetziger Zeiten monatlich vorgestellt und ihn dazu dienlichen Kopffern gezeigt wird (erscheinen 1725 in Augsburg beim Verleger Augustus Sturm) ist die erste Zeitschrift mit kleinen Illustrationen.
- Die vernünftigen Tadlerinnen, herausgegeben von Johann Christoph Gottsched in Leipzig (1725 bis 1727) richtet sich an die Zielgruppe Frauen.
- Der Biedermann, herausgegeben von Johann Christoph Gottsched in Leipzig (1727 bis 1729).
- Der Vernünfftler, herausgegeben von Johann Mattheson in Hamburg (1713–1714), zweimal wöchentlich erschienen.
- Die Matrone, herausgegeben von Johann Georg Hamann (Hamburg 1728–1730) als eine der ersten deutschsprachigen pädagogischen Zeitschriften
- Der Menschenfreund (Hamburg 1737–1739)
- Der Freymäurer (Leipzig 1738)
- Der Weltbürger (Berlin 1741–1742)
- Der Freydenker (Danzig 1741–1743)
- Der Fremde (Kopenhagen, Leipzig 1751–1756)
- Der Gesellige (Halle 1748–1750)
- Der Mensch (Halle 1751–1756)
- Der Freund (Ansbach 1754–1756)
- Der Nordische Aufseher (Kopenhagen, Leipzig 1758–1760)
- Der Hypochondrist (Schleswig 1762)
- Der Mann ohne Vorurtheil (Wien 1765–1767)